# Canal de Savières

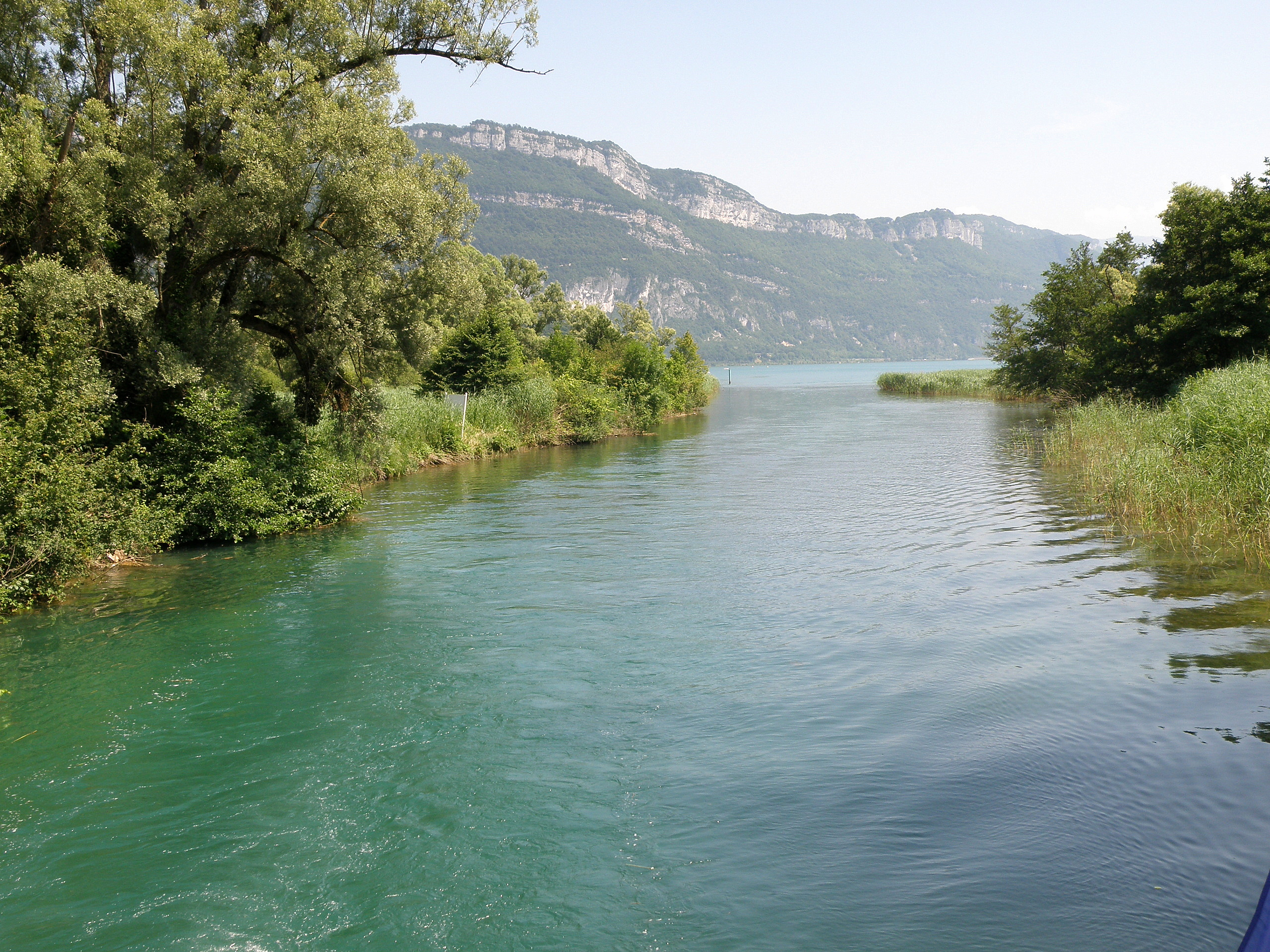
Beginn des Canal de Savières, im Hintergrund der Lac du Bourget

Der Canal de Savières [kanal də savjɛʁ] ist ein schiffbarer Kanal im französischen Département Savoie, der den Lac du Bourget, einen in der Saale/Riß-Kaltzeit entstandenen Zungenbeckensee, mit der Rhone verbindet.

## Geschichte und Beschreibung

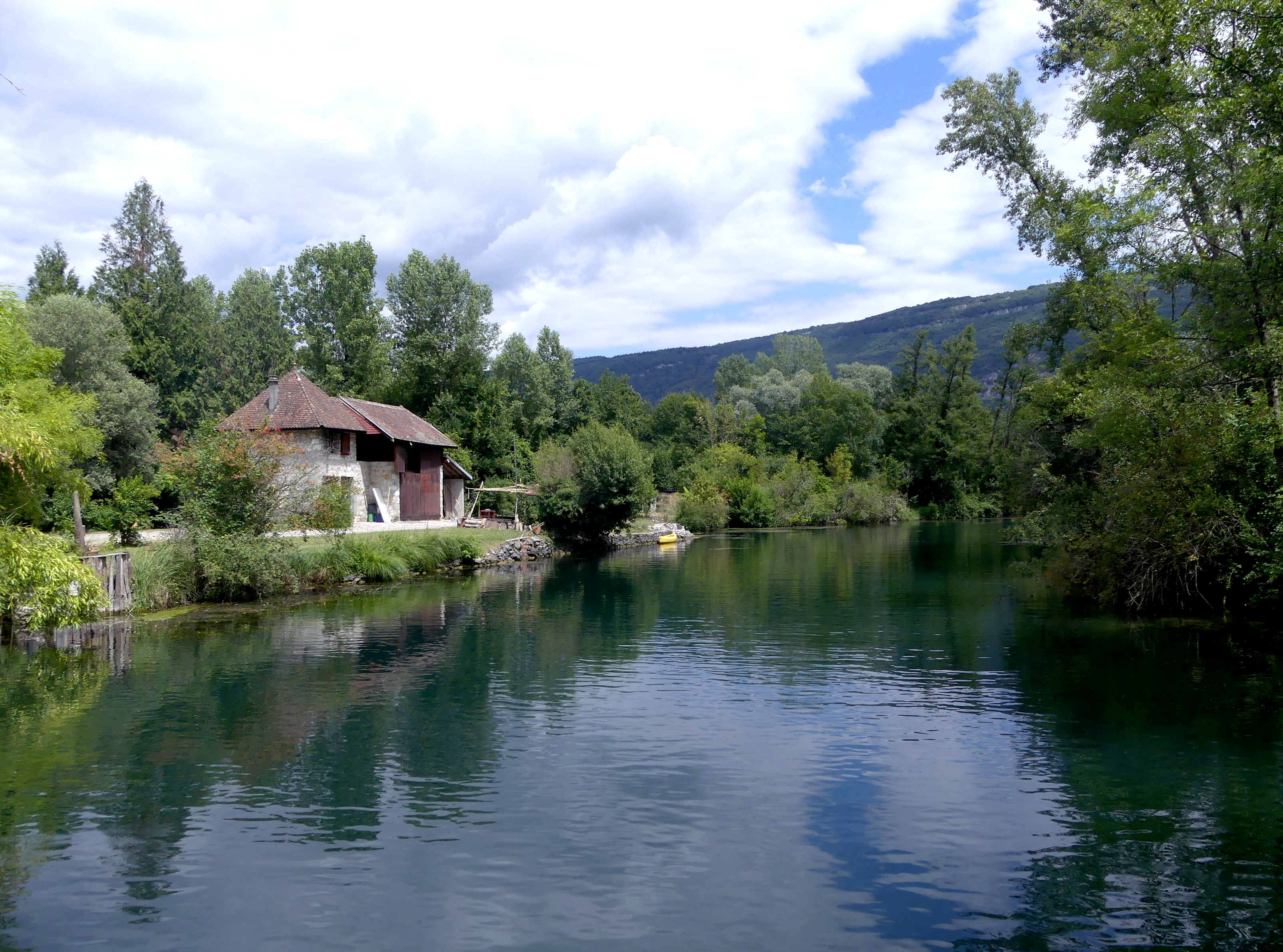
Der Kanal bei Portout

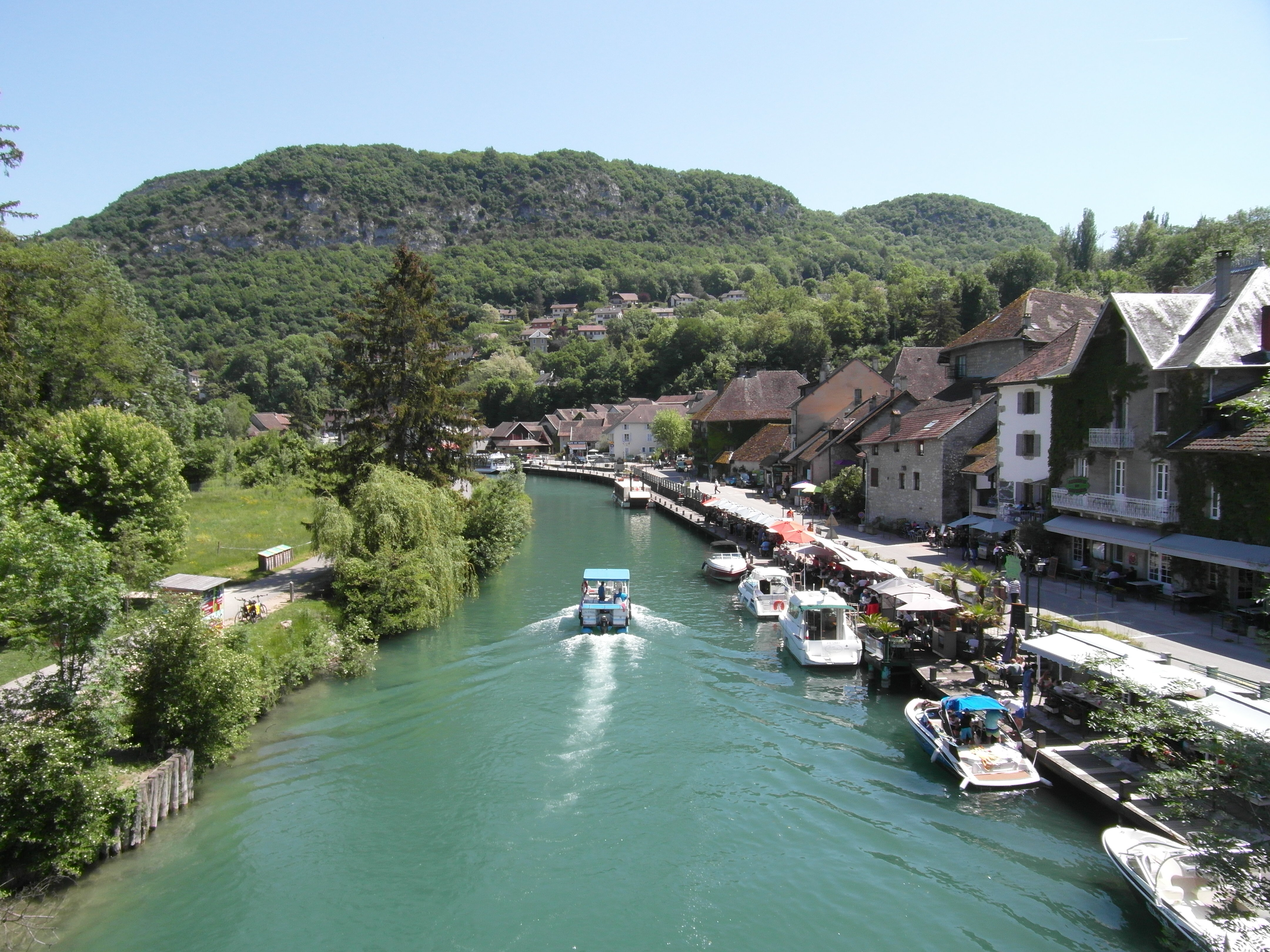
Der Kanal in Chanaz

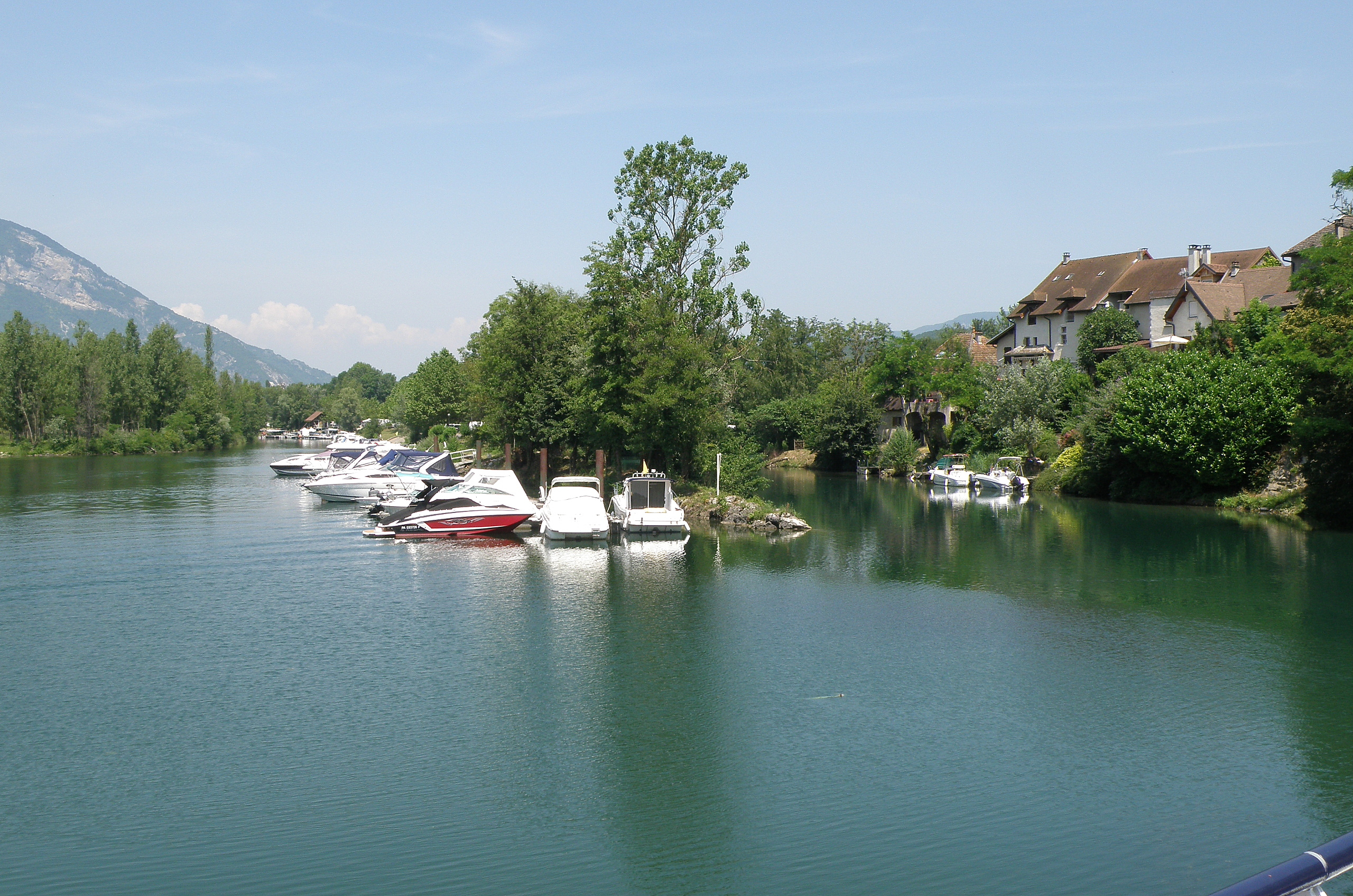
Mündung des Kanals (rechts) in den Altarm der Rhone

Als natürlicher Abfluss des Lac du Bourget wurde der Wasserlauf ab dem frühen 19. Jahrhundert kanalisiert, um ihn besser schiffbar zu machen. Der rund 4,5 Kilometer lange Kanal beginnt nahe dem Ort Portout am Nordufer des Sees und mündet bei Chanaz in einen Altarm der Rhone. Zum Fluss hin ist er dort über die einzige in Savoyen befindliche Schleuse zwischen der Rhone und deren Altarm befahrbar.
Seit dem Mittelalter bis ins 20. Jahrhundert hinein war der Kanal für den Warenverkehr bedeutend. In Le Bourget am Südufer des 18 Kilometer langen Sees wurden unter anderem Salz sowie Tuch- und Kurzwaren aus dem Orient auf Boote verladen und über den Kanal bis Seyssel befördert, von wo sie auf Karren zum Zielort Genf gebracht wurden. Für die Passage des Kanals musste an dessen Eingang eine Gebühr entrichtet werden.
Am 17. August 1838 befuhr erstmals ein Dampfschiff aus Lyon den erweiterten Kanal. In den folgenden Jahren ließen sich mehrere Reedereien in der Region nieder. Im Jahr 1855 beförderten täglich vier Schiffe Waren und Reisende zwischen Lyon und Aix-en-Savoie am südöstlichen Seeufer.
Hauptzufluss des Lac du Bourget, des größten vollständig in Frankreich gelegenen natürlichen Sees, ist die Leysse, deren Wasser sieben bis zehn Jahre braucht, um durch den See zur Rhone zu gelangen. Entsprechend gering ist der Durchfluss im Canal de Savières, was zur Folge hatte, dass dort bei Hochwasser der Rhone das Wasser in der Gegenrichtung über ihn in den See floss. Der Wasserspiegel in Kanal und See konnte dabei um mehrere Meter ansteigen. Mit dem Bau der Staudamms Barrage de Savières wurde der Pegel des Altarms der Rhone um vier Meter auf ein konstantes Niveau angehoben und 1983 eine Schleuse (Écluse de Savières) zwischen der Rhone und dem Altarm geschaffen. Damit entfiel die Funktion des Sees als Hochwasserüberlauf des Flusses; dennoch lässt man den Fluss einmal jährlich bewusst über die Ufer treten. Der Wasserspiegel von Kanal und See steigt dabei kurzzeitig um einen Meter.
Der Kanal hat keine weiteren natürlichen Zuflüsse, erhält von rechts aber Wasser aus einem Bewässerungskanal der Gemeinde Vions. Heute dient er Ausflugsbooten und der Freizeitschifffahrt. Einziger größerer Ort ist Chanaz an seiner Mündung in den Rhone-Altarm.

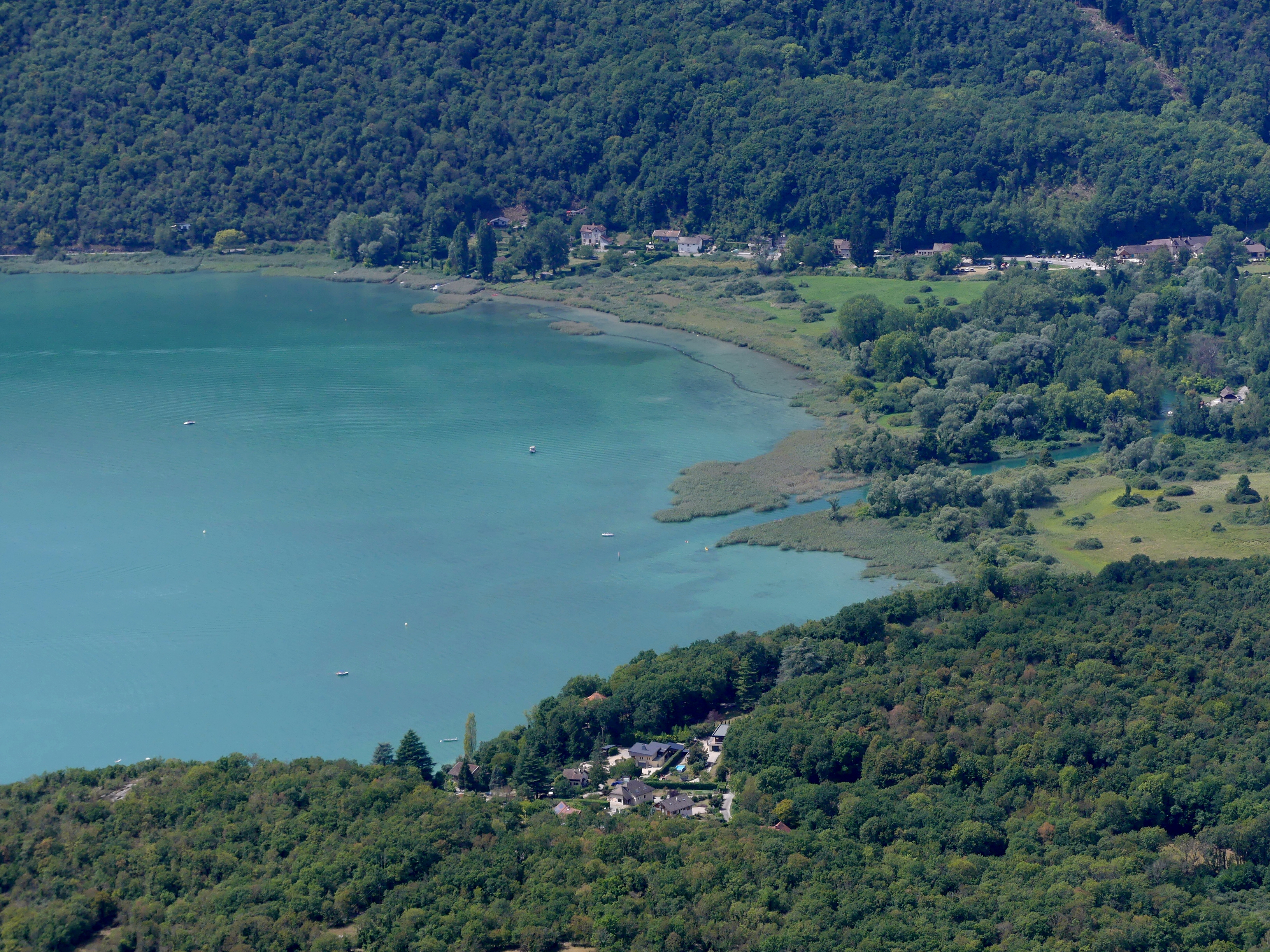
Kanalbeginn am Lac du Bourget
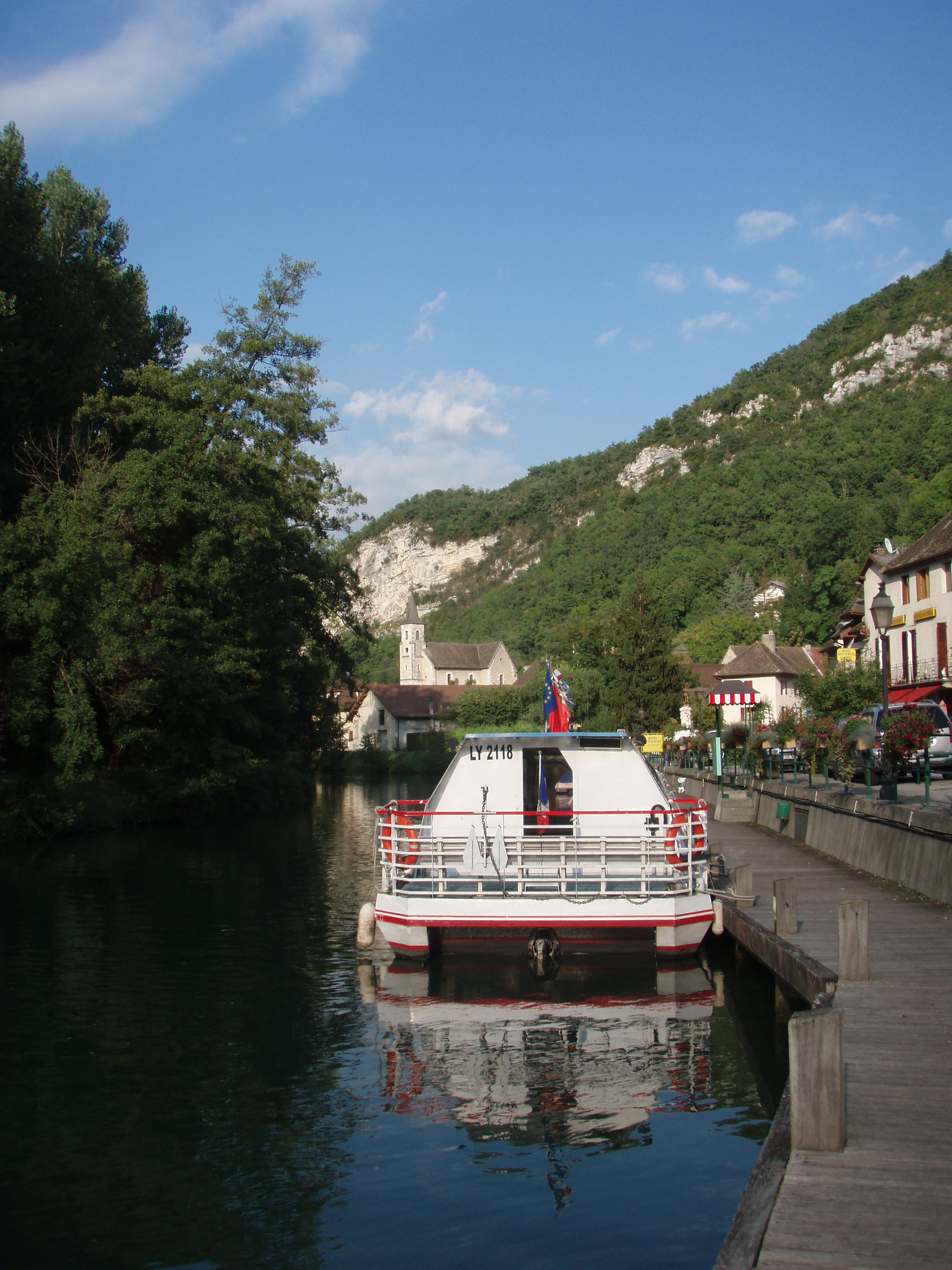
Ausflugsboot am Kai in Chanaz
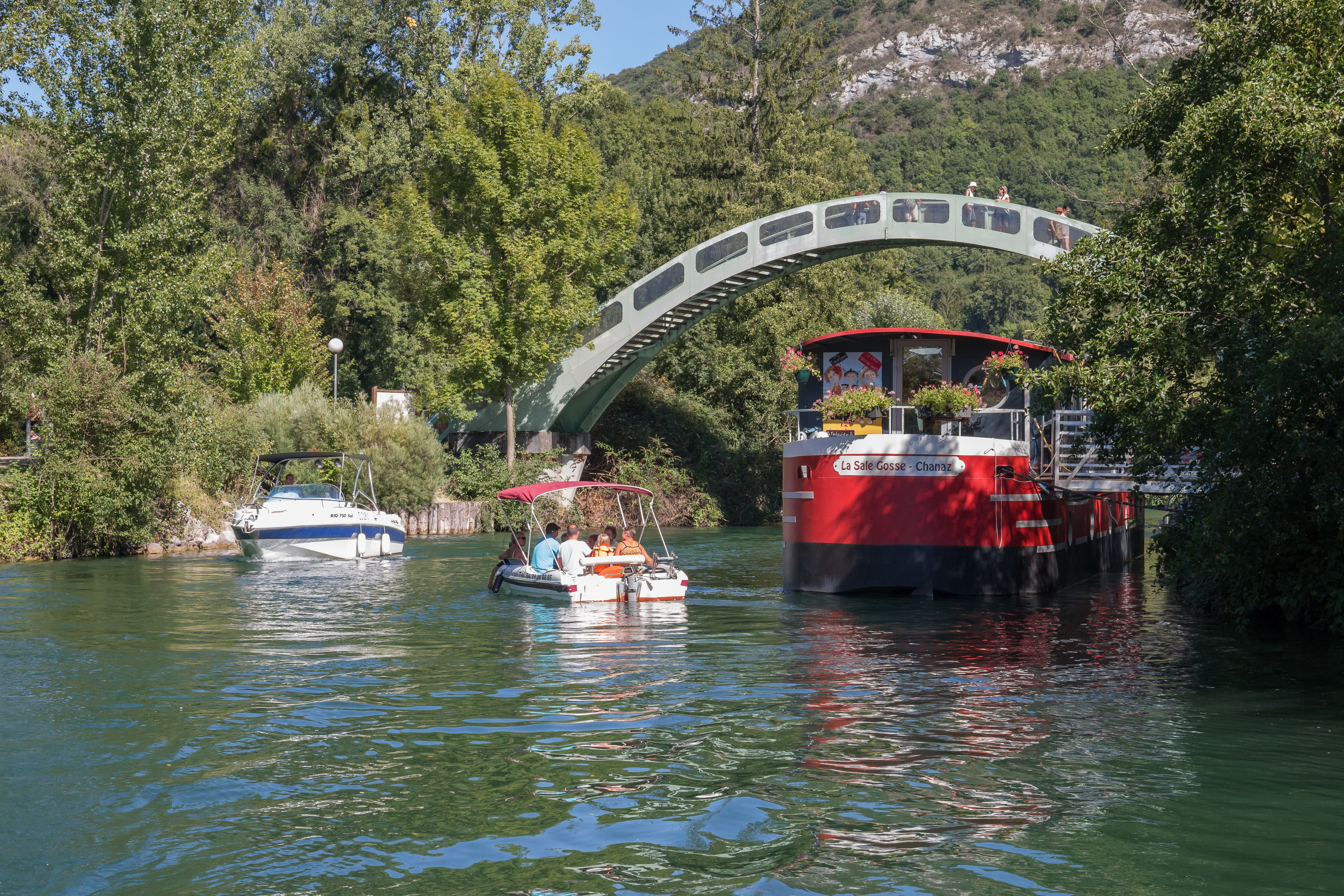
Fußgängerbrücke in Chanaz
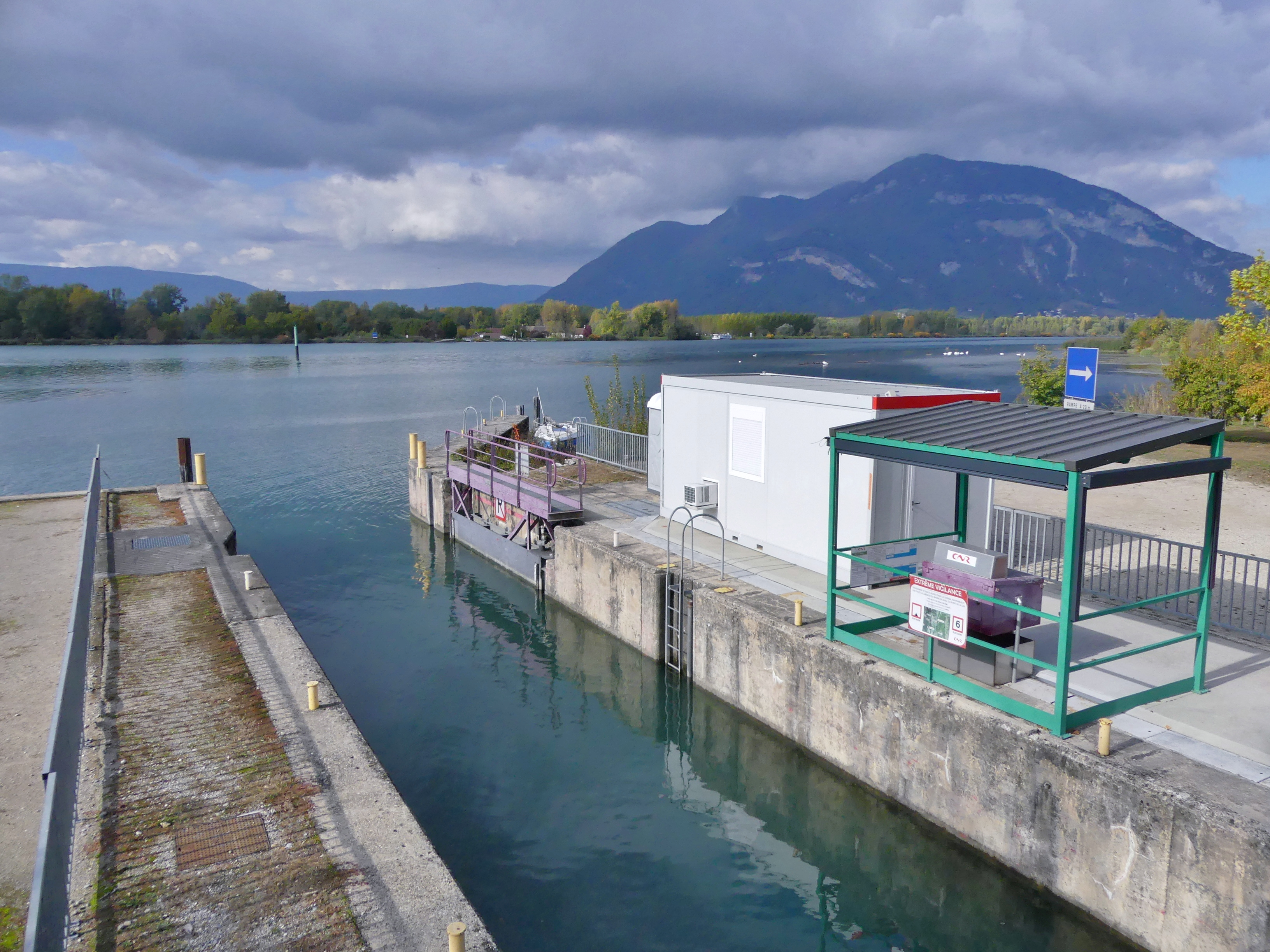
Écluse de Savières